# نیوالدو باتیستا سانتانا
نیوالدو باتیستا سانتانا (به پرتغالی: Nivaldo Batista Santana) مدافع اهل برزیل است که در شهر فیرا دی سانتانا و در تاریخ ۲۳ ژوئن ۱۹۸۰ به دنیا آمده‌است.
نیوالدو باتیستا سانتانا در تیم‌های فوتبال Colo-Colo (Brazil) سابقهٔ حضور دارد.